# Muscle Milk Pickett Racing

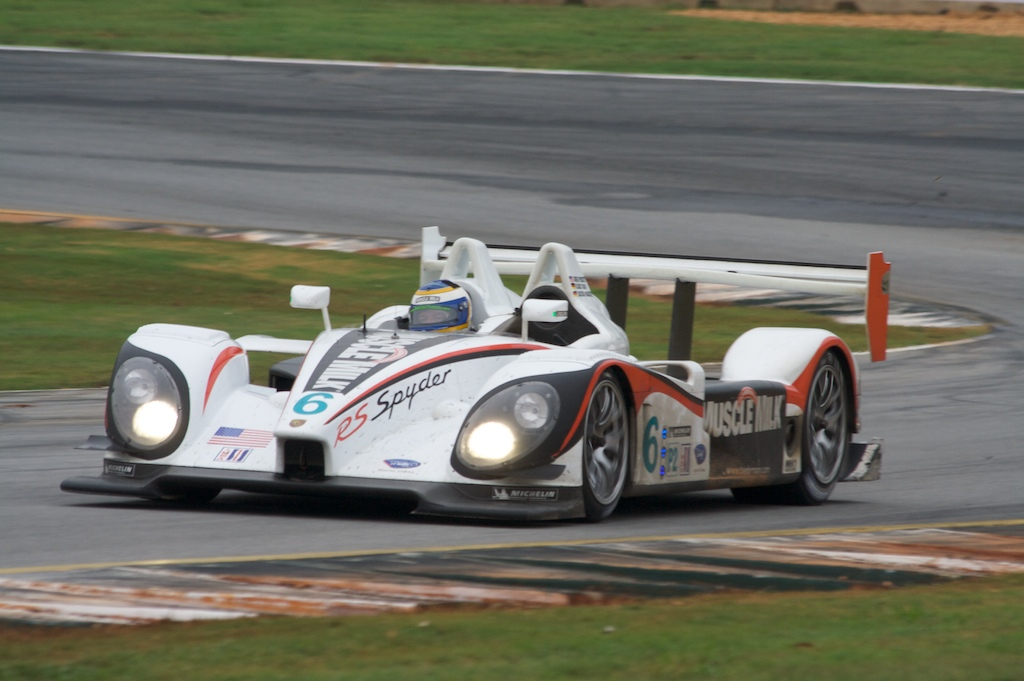
Porsche RS Spyder de Muscle Milk en 2009.

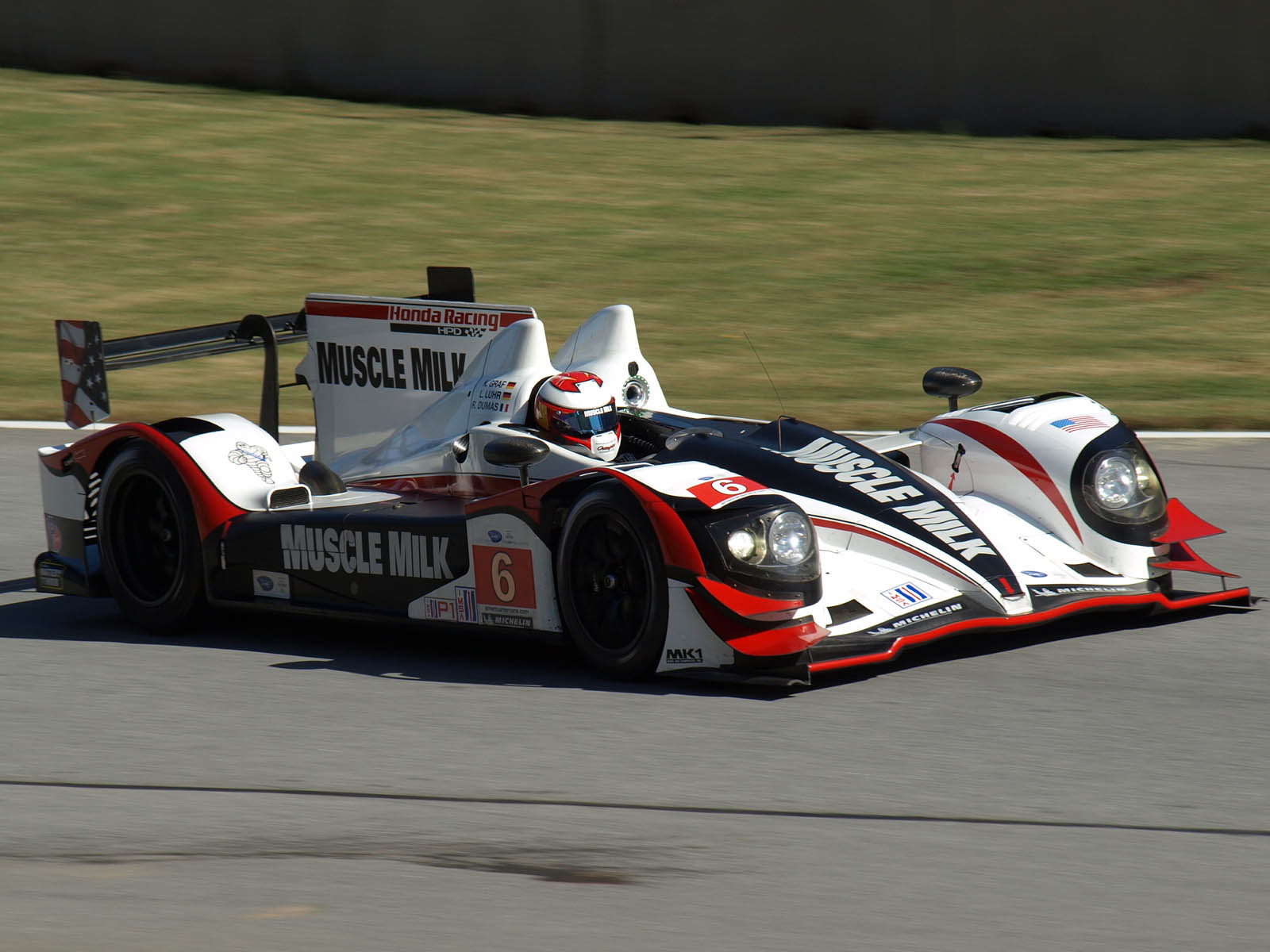
HPD ARX-03a de Muscle Milk en 2012.

Muscle Milk Motorsports (también conocido como Muscle Milk Pickett Racing en la ALMS) fue un equipo estadounidense de automovilismo fundado por el cofundador de Cytosport y expiloto de IMSA GT Greg Pickett en el 2007. El equipo compitió en la American Le Mans Series, la IMSA GT3 y la United Sportscar Championship, obteniendo 2 campeonatos de pilotos y 2 de equipos en la clase P1 de la American Le Mans Series. El equipo cerró sus puertas el 2014.

## Historia
El equipo fue creado en 2006 por el cofundador de Cytosport y el expiloto de IMSA GT Greg Pickett. Compraron un chasis Lola con un motor V8 twin turbo de AER y lo corrieron en la American Le Mans Series en la clase LMP1. Pickett fue acompañado por Klaus Graff, anterior piloto de NASCAR y Trans-Am. El equipo terminó cuarto en la categoría LMP1.
En 2008 no entraron en la serie debido a que el jefe de equipo Pickett fue a competir en las 24 Horas de Le Mans. El equipo compitió en conjunto con Charouz Racing System. 
En 2009 Cytosport presenció el regreso a la ALMS, adquiriendo un Porsche RS Spyder que luego de esto sería utilizado por Dyson Racing, el cual compitió en la clase LMP2. Debutaron en la sexta fecha en Mid-Ohio, desde ahí consiguieron podios en cuatro ocasiones.
En 2011, bajo el nombre de Muscle Milk Team Cytosport, corrieron la temporada completa con el mismo RS Spyder. Las categorías LMP1 y LMP2 se fusionaron, a excepción de las 12 horas de Sebring y Petit Le Mans donde corrían separados. Se llevaron la victoria en Sebring en LMP2, seguido de dos victorias más en Lime Rock y Mosport. El equipo terminó segundo en el campeonato a solo 20 puntos de Highcroft Racing.
En el 2011 las clases se separaron otra vez en LMP1 y LMP2. El equipo abandona el RS Spyder debido a que excedía el costo tope que había impulsado el ACO para los autos LMP2, y por esto deciden comprar un Lola Aston Martin para competir en la categoría LMP1. Durante el transcurso de la temporada Muscle Milk Aston Martin Racing ganó en cuatro fechas pero terminó segundo detrás del Lola-Mazda Dyson debido a que abandonaron en las 12 Horas de Sebring.
Para el 2013 Muscle Milk Pickett Racing compitió con el HPD ARX-03a en clase P1 con Klaus Graf y Lucas Luhr como los principales pilotos; también el equipo se expandió a la categoría PC con un Oreca FLM09 para disputar las tres primeras carreras de la temporada. En la clase P1, Luhr y Graf, lograron seis victorias en diez carreras, pero abandonaron en Sebring y Petit Le Mans. No obstante, obtuvieron tanto el título del campeonato de pilotos, como el de equipos por 5 puntos de diferencia contra Dyson Racing.
En el 2014 vieron una seria competencia por parte de Rebellion Racing, quienes disputarían las tres primera fechas de la ALMS. Después de abandonar las 12 Horas de Sebring, vencen a los suizos en Long Beach y Laguna Seca. Con Rebellion ya fuera de la serie, Muscle Milk ganaron las 6 siguientes carreras y nuevamente se llevaron el título de pilotos y equipos sobre Dyson Racing
En el 2014 el equipo disputa la United Sportscar Championship, campeonato originado tras la fusión de la American Le Mans Series y la Grand-Am. Originalmente tenían intenciones de disputar con un Nissan GTR oficial en la categoría GT Daytona, pero los planes nunca llegaron a un buen término, con lo que tuvieron que disputar como equipo privado con un Oreca 03 propulsado por Nissan, chasis que llegó sólo días antes del Roar Before 24 (la jornada de ensayos previa a las 24 Horas de Daytona). Alex Brundle se unió a Lucas Luhr y Klaus Graf para las 24 Horas de Daytona y Jan Mardenborough para las 12 Horas de Sebring. El equipo terminó quinto en Daytona y abandonó en las 12 Horas de Sebring. El balance de los Daytona Prototypes y los LMP2 por la IMSA les ponían en desventaja a estos últimos debido a la mayor velocidad de punta de los primeros al ser de mucho mayor potencia, pero sin embargo los LMP2 fueron mucho más competitivos en Sebring. El equipo originalmente decidió saltarse las dos siguientes rondas con tal de desarrollar su chasis Oreca, pero finalmente decide retirarse del campeonato. En mayo de 2014, el equipo anuncia su cierre de puertas.

## Pilotos
Greg Pickett (2007–2011) ALMS

 Klaus Graf (2007–2014) ALMS, TUSC

 Memo Gidley (2007, 2010) ALMS

 Jan Lammers (2008) Le Mans

 Sascha Maassen (2009-10) ALMS

 Lucas Luhr (2011-2014) ALMS, TUSC

 Mark Bullitt (2011) IMSA GT3

 Simon Pagenaud (2012) Sebring

 Romain Dumas (2012-2013)Petit Le Mans (2013)Sebring

 Alex Brundle (2014) Daytona

 Jann Mardenborough (2014) Sebring